# FK Cementarnica 55 Skopje
FK Cementarnica 55 Skopje (Macedonisch: ФК Цементарница 55) is een Macedonische voetbalclub uit de hoofdstad Skopje.

## Geschiedenis
De club werd opgericht in 1955 als FCU Skopje. In 1992 was de club medeoprichter van de hoogste klasse. De club was een middenmoter en kwam niet hoger dan een 10e plaats. In 1996 werd de huidige naam aangenomen, Cementarnica ontsnapte maar net aan de degradatie. Twee seizoenen later eindigde de club voor het eerst in de top 5, die plaats werd nog twee keer behaald. In 2003 werd de beker binnengehaald en speelde de club voor het eerst Europees voetbal. Maar de volgende seizoenen eindigde de club steeds lager en in 2006 degradeerde de club voor het eerst uit de hoogste klasse. De afwezigheid uit de hoogste klasse werd tot één jaar beperkt, maar na een nieuwe degradatie in 2008 belandde de club weer in de tweede klasse. In 2011 zakte de club naar de Treta Liga.

## Erelijst
- Beker van Macedonië
  - Winnaar: 2003
  - Finalist: 2002

## Cementarnica in Europa
#Q = #kwalificatieronde, #R = #ronde, T/U = thuis/uit, W = wedstrijd, PUC = punten UEFA-coëfficiënten.
Uitslagen vanuit gezichtspunt FK Cementarnica 55 Skopje
| Seizoen | Competitie    | Ronde | Land               | Club               | Totaalscore | 1e W    | 2e W    | PUC |
| ------- | ------------- | ----- | ------------------ | ------------------ | ----------- | ------- | ------- | --- |
| 1999    | Intertoto Cup | 1R    | Vlag van Georgië   | Kolcheti 1913 Poti | 8-2         | 4-2 (T) | 4-0 (U) | 0.0 |
|         |               | 2R    | Vlag van Rusland   | Rostselmash Rostov | 2-3         | 1-1 (T) | 1-2 (U) | 0.0 |
| 2002    | Intertoto Cup | 1R    | Vlag van IJsland   | FH Hafnarfjörður   | 3-4         | 1-3 (T) | 2-1 (U) | 0.0 |
| 2003/04 | UEFA Cup      | Q     | Vlag van Polen     | GKS Katowice       | 1-1 u       | 0-0 (T) | 1-1 (U) | 1.0 |
|         |               | 1R    | Vlag van Frankrijk | RC Lens            | 0-6         | 0-1 (T) | 0-5 (U) | 1.0 |

Totaal aantal punten voor UEFA coëfficiënten: 1.0

## Bekende (oud-)spelers
- Aleksander Vasoski